# Tennis de table aux Jeux olympiques de la jeunesse de 2018
Navigation
Édition précédente Édition suivante
Les épreuves de tennis de table aux Jeux olympiques de la jeunesse de 2018 ont lieu au Tecnópolis de Buenos Aires, en Argentine, du 7 au 15 octobre 2018. 

## Podiums
| Event             | Or                            | Argent                             | Bronze                                |
| ----------------- | ----------------------------- | ---------------------------------- | ------------------------------------- |
| Individuel Garçon | Wang Chuqin                   | Tomokazu Harimoto                  | Kanak Jha                             |
| Individuel Filles | Sun Yingsha                   | Miu Hirano                         | Andreea Dragoman                      |
| Équipe mixte      | Chine Sun Yingsha Wang Chuqin | Japon Miu Hirano Tomokazu Harimoto | Taipei chinois Su Pei-ling Lin Yun-ju |

## Équipe mixte
Pour la compétition en équipe mixte, chaque équipe est composée d'un garçon et d'une fille avec une phase de poule et une phase finale.
Si un pays a deux athlètes garçon et fille, une équipe nationale est constituée sinon, les sportifs isolés sont rassemblés.
| Groupe A - Japon - Singapour - Corée du Sud - Intercontinental 4 (CRO/ARG) | Groupe B - Taipei chinois - Europe 3 (BLR/GRE) - Intercontinental 1 (HKG/TUN) - Intercontinental 2 (FIN/PHI) | Groupe C - Europe 1 (SRB/SWE) - Europe 2 (POL/AUT) - Europe 4 (CZE/LTU) - Corée du Nord    | Groupe D - Chine - Italie - Allemagne - Norvège            |
| Groupe E - États-Unis - Roumanie - Océanie 1 (FIJ/AUS) - Nouvelle-Zélande  | Groupe F - Inde - Azerbaïdjan - France - Intercontinental 5 (SMR/ARG)                                        | Groupe G - Thaïlande - Amérique latine 1 (PUR/CHI) - Russie - Intercontinental 3 (SVK/BIZ) | Groupe H - Égypte - Brésil - Europe 5 (SLO/MDA) - Malaisie |